# 강동연
강동연(姜東延, 1992년 12월 18일 ~ )은 전 KBO 리그 NC 다이노스의 투수이자, 현재 TEAM HIT GYM의 관장이다. 그의 큰 누나는 영화 배우인 강소연이고, 작은 누나는 복싱 심판 겸 복싱 감독인 강소진이다.

## 선수 시절

### 두산 베어스시절
2011년에 육성선수로 입단하였다. 입단 후 몇 년간 이렇다 할 성적을 보여주지 못했다. 2015년에 2군에서 선발 등판해 6승 7패, 6점대 평균자책점을 기록했다. 2016년에 코칭스태프의 조언으로 불펜으로 보직을 변경했고 스프링캠프 때부터 구속을 끌어올려 시범 경기에서 활약했다.

#### 2016년
시범 경기 내내 준수한 구위를 보여주며 무실점을 기록했고, 3월 26일 LG 트윈스와의 시범 경기에서 1피안타, 무실점을 기록했다. 시범 경기에 총 5번 등판해 무실점했고, 이 활약을 바탕으로 생애 첫 개막 엔트리에 올랐다. 하지만 4월 2일 삼성 라이온즈전에서 0.2이닝 2실점을 기록했고, 4월 5일에 장원준이 1군에 등록되며 2군으로 강등됐다. 당시 같은 팀 소속이었던 노경은의 계속된 부진으로 인해 4월 22일에 1군에 다시 콜업됐다. 이후 8월 4일 정재훈의 수술로 인해 함덕주와 함께 1군에 콜업됐다. 시즌 후 상무 야구단에 지원했으며 11월 24일에 최종 합격했다.

### 상무 야구단시절
2017년에 입단하였다.

### 두산 베어스복귀
2018년에 복귀하였다.

### NC 다이노스시절
2020년 KBO 리그 2차 드래프트를 통해 이적했다. 2021년 시즌 후 퓨쳐스리그 FA를 신청했으나 연봉 4,200만원에 잔류했다. 2022년 시즌 후 방출됐고, 은퇴를 선언했다.

## 야구선수 은퇴 후
2023년부터 TEAM HIT GYM의 관장으로 활동한다.

## 출신 학교
- 전주진북초등학교
- 전라중학교(전학) → 덕수중학교
- 유신고등학교

## 통산 기록
| 연도 | 팀명  | 평균자책점 | 경기 | 완투 | 완봉 | 승 | 패 | 세 | 홀 | 승률  | 타자 | 이닝 | 피안타 | 피홈런 | 볼넷 | 사구 | 탈삼진 | 실점 | 자책점 |
| ---- | ----- | ---------- | ---- | ---- | ---- | -- | -- | -- | -- | ----- | ---- | ---- | ------ | ------ | ---- | ---- | ------ | ---- | ------ |
| 2013 | 두산  | 0.00       | 1    | 0    | 0    | 0  | 0  | 0  | 0  | -     | 7    | 2    | 1      | 0      | 0    | 0    | 1      | 1    | 0      |
| 2014 | 두산  | 27.20      | 1    | 0    | 0    | 0  | 0  | 0  | 0  | -     | 8    | 1    | 5      | 1      | 0    | 0    | 3      | 3    | 3      |
| 2016 | 두산  | 8.22       | 11   | 0    | 0    | 0  | 0  | 0  | 0  | -     | 36   | 7.2  | 9      | 2      | 6    | 0    | 6      | 8    | 7      |
| 2018 | 두산  | 5.40       | 8    | 0    | 0    | 1  | 0  | 0  | 0  | 1.000 | 49   | 11.2 | 10     | 2      | 5    | 0    | 5      | 8    | 7      |
| 2019 | 두산  | 5.40       | 5    | 0    | 0    | 0  | 0  | 0  | 0  | -     | 22   | 5    | 8      | 2      | 0    | 0    | 3      | 3    | 3      |
| 2020 | NC    | 6.00       | 22   | 0    | 0    | 1  | 2  | 0  | 1  | 0.333 | 106  | 24   | 27     | 3      | 11   | 1    | 17     | 17   | 16     |
| 2021 | NC    | 7.83       | 12   | 0    | 0    | 3  | 2  | 0  | 1  | 0.600 | 109  | 23   | 24     | 4      | 14   | 0    | 14     | 21   | 20     |
| 2022 | NC    | 10.38      | 6    | 0    | 0    | 0  | 0  | 0  | 0  | -     | 44   | 8.2  | 16     | 2      | 3    | 1    | 3      | 10   | 10     |
| 통산 | 8시즌 | 7.16       | 66   | 0    | 0    | 5  | 4  | 0  | 2  | 0.556 | 381  | 83   | 101    | 16     | 39   | 2    | 52     | 71   | 66     |